# Franz Xaver Schwediauer

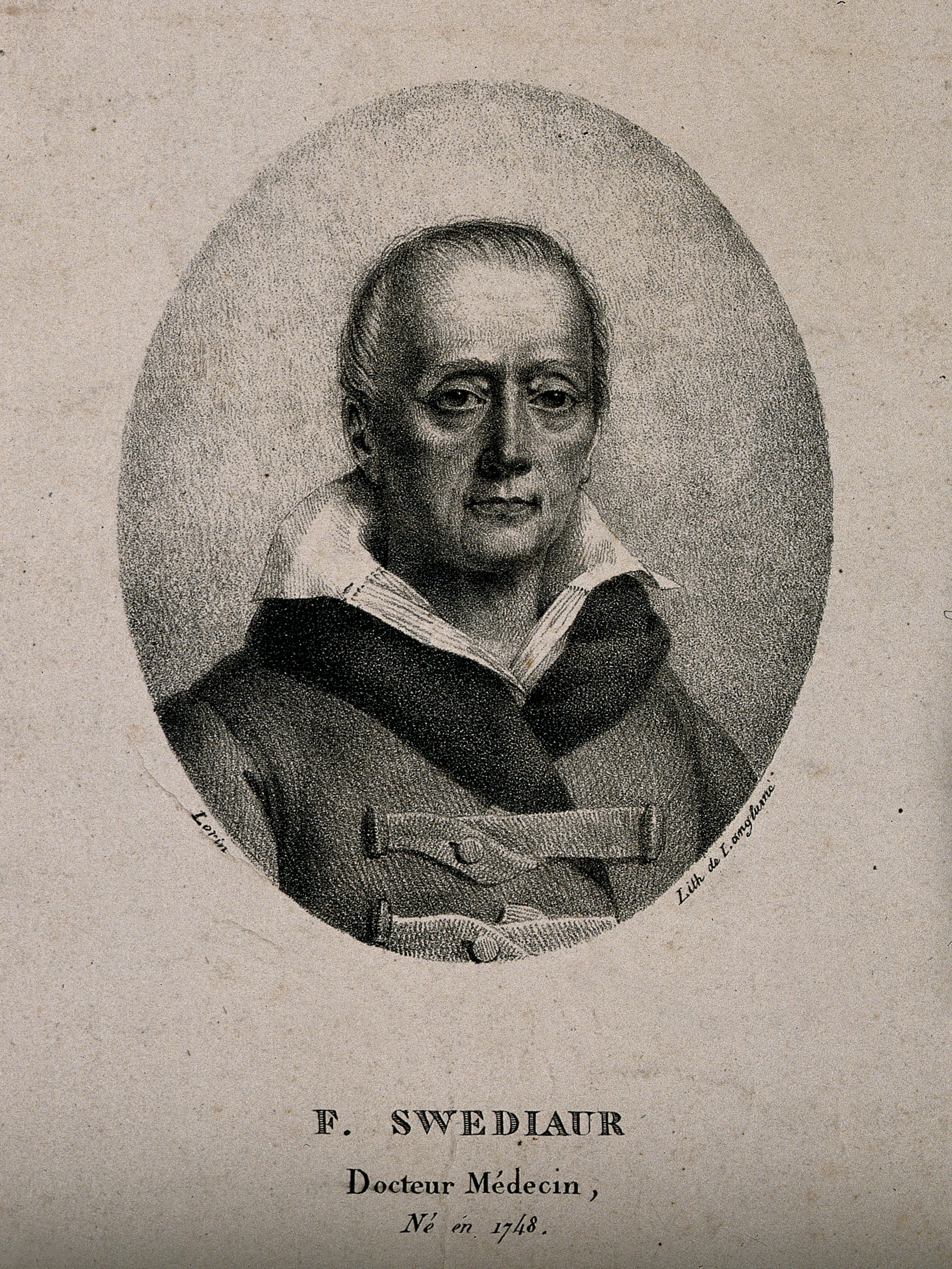
Franz Xaver Schwediauer (1748–1824)

Franz Xaver Schwediauer, auch Swediaur, Swediar, Schwedi aur (geboren 24. März 1748 in Steyr, Oberösterreich, Österreich-Ungarn; gestorben 27. August 1824 in Paris), war ein österreichischer Arzt. Er war ab 1775 in London und Paris als Spezialist für Geschlechtskrankheiten (Venerologe) tätig und publizierte umfangreiche Fachliteratur.

## Leben
Franz Xaver Schwediauer war der Sohn von Johann Georg Schwediauer (1721–1794) und Anna Catharina Höller (1717–1757). Die Familie ist seit dem 17. Jahrhundert in Steyr belegbar, sie betrieb (mit Unterbrechungen) bis 1762 die Mittermühle in der Badgasse 7. Schwediauer wurde zunächst privat unterrichtet (angeblich von seinem Vater auch in Latein und Altgriechisch) und besuchte ab dem 14. Lebensjahr, wie in der Literatur vermutet wird, das Jesuitengymnasium in Steyr oder Linz. Für 1765 und 1766 ist der Besuch der Ritterakademie im Benediktinerstift Kremsmünster belegt, wo er Philosophie studierte. 1766 zog Schwediauer nach Wien, wo er an der Universität Wien Medizin studierte. 1772 bestand er die Prüfungen (Rigorosen) über Allgemeine Medizin mit der Benotung „cum laude“ und die Defensio über die Aphorismen des Hippokrates mit „bene resolvit“. In seiner Dissertation beschäftigte er sich mit der anatomisch-pathologischen Sammlung der Medizinischen Fakultät und erstellte die erste genaue Beschreibung dieser Sammlung. Die Promotion erfolgte am 18. November 1772, Promotor war der Professor für Physiologie und Materia medica, Heinrich Johann Nepomuk von Crantz, ein Schüler von Van Swieten.
Die Dissertation verfasste er unter der Anleitung von Ferdinand Joseph von Leber, der selbst eine private Sammlung anatomisch-pathologischer Präparate besaß, die von Schwediauer besonders genau beschrieben wurde. Weiters beschrieb er Präparate aus dem Besitz des Anatomen Frederik Ruysch und von Bernhard Siegfried Albinus, ebenso Präparate von Johann Nathanael Lieberkühn und Johann Lorenz Gasser. Die Dissertation erregte Aufsehen und wurde auch in Deutschland in einem Journal der Akademie der Wissenschaft in Göttingen rezensiert. Einen besonderen Abschnitt der Dissertation bildete der Abortus einer jüdischen Frau, der von Fürst Karl von Liechtenstein erworben und dem Medizinischen Kollegium geschenkt worden war.

## Tätigkeiten
Nach der Promotion war Schwediauer drei Jahre an der Wiener medizinischen Universitätsklinik beschäftigt. Er war Mitarbeiter von Anton de Haen, einem Mitbegründer der Wiener Medizinischen Schule und Studienkollegen Van Swietens in Leiden. 1775 verließ Schwediauer Wien und ging nach London. Dort traf er seinen Studienkollegen Francis Milman, der später königlicher Leibarzt wurde. Er lernte James Mervin Nooth kennen, einen Spezialisten für Brustkrebs, sowie Jan Ingenhousz, der Schwediauer bei John Pringle einführte. Weitere Bekanntschaften zu hochrangigen Ärzten trugen dazu bei, dass Schwediauer in London in relativ kurzer Zeit eine gutgehende Arztpraxis führen konnte. Schwediauer wurde mit William Heberden, George Fordyce und Richard Warren bekannt. Es wird über Schwediauer berichtet, er hätte fünf ausländische Gesandte oder Minister als Patienten gehabt.
Als Wissenschaftler beschäftigte er sich mit der Behandlung der Syphilis. Gemeinsam mit Milman und Nooth konnte er nachweisen, dass Quecksilberchlorid zwar einige Symptome der Krankheit mildern oder zum Verschwinden bringen konnte, aber eine vollständige Heilung damit nicht möglich war. Auch der Vorschlag des Leibarztes von Maria Theresia, Anton von Stoerck, Krebs durch die Anwendung von Wasserschierling zu heilen, wurde widerlegt. Schwediauer publizierte die Ergebnisse der Untersuchungen im „Foreign medical Journal“, das später von ihm gemeinsam mit Samuel Foart Simmons unter dem Titel „London Medical Journal“ herausgegeben wurde.
Seine ausgezeichneten Sprachkenntnisse ermöglichten es ihm, auch Werke außerhalb der Medizin zu übersetzen und herauszugeben, so das agronomische Werk Elements of agriculture and vegetation von George Fordyce. 1777 erschien ein zweibändiges Werk, das sich der Behandlungspraxis in Londoner und Wiener Spitälern widmete. Weitere Publikationen, auch mehrbändiger Werke, folgten, so 1783 ein Werk über die Ambra, einen Stoff für die Parfumherstellung. Diese Arbeit wurde vom Präsidenten der Royal Society Joseph Banks persönlich in einer Sitzung dieser Gesellschaft vorgestellt und ihr Druck veranlasst.
1784 ging Schwediauer nach Edinburgh, wo er auch mit William Cullen zusammentraf. Er ließ er östlich von Edinburgh eine Fabrik zur Gewinnung von Meersalz anlegen und beauftragte den aus Bayern stammenden Mediziner und Ingenieur Joseph Baader mit deren Verbesserung.
1784 erschien auch Schwediauers Hauptwerk Practical Observations on the More Obstinate and Inveterate Venereal Complaints, das in mehreren Sprachen und Auflagen erschien (allein in Französisch sieben Auflagen als Traité complet sur les symptômes, les effets, la nature et le traitement des maladies syphilitiques). Aufgrund dieses Werkes wird Schwediauer für die damalige Zeit Weltruhm zugeschrieben. Seine Publikation befindet sich auf der Höhe des damaligen Wissensstandes. So waren die Geschlechtskrankheiten Syphilis und Gonorrhoe noch nicht klar unterscheidbar, die Existenz von Bakterien war unbekannt. Schwediauer arbeitete mit Selbstversuchen und bezieht Selbsterfahrungen in seine Publikationen ein. Nach eigenen Äußerungen hatte er als 24-Jähriger 1772 erstmals einen Tripper und in späteren Jahren mehrfach Symptome der Syphilis bekommen.
Schwediauer reflektierte seine Ausführungen selbstkritisch. Er forderte junge Ärzte zur Nachforschung der Wahrheit auf und wies auf die Unterschiede zwischen Meinung, Hypothese und genauer Beobachtung hin. Vorurteilen seiner Zeitgenossen stand er kritisch gegenüber.
1786 übersetzte Schwediauer ein Werk seines Freundes Milman, die Animadversiones de natura hydropis ejusque curatione ins Englische als Dr. Milman's Animadversions on the Nature and Cure of Dropsy. Weiters erschien sein vierbändiges Werk The Philosophical Dictionary, or the Opinion of modern Philosphers on Metaphysical, Moral and Political Subjects, das 1822 in zweiter Auflage in einem Band herausgegeben wurde.
1789, als 41-Jähriger, übersiedelte Schwediauer nach Paris. Er war bereits vorher in London mit dem französischen Politiker Georges Danton zusammengetroffen. In Paris schloss er sich den revolutionären Jakobinern an und unterstützte die Herausgeber kritischer Medien, u. a. bei der Aufbringung einer Kaution für die Freilassung von Francois Charles Louis Comte und von Charles Dunoyer. Über seine Zeit in Paris ist nichts bekannt, sein Aufenthalt dort war auch seiner Familie unbekannt, die in noch in London vermutete.
Franz Xaver Schwediauer starb, 86 Jahre alt, am 27. August 1824 in seiner Wohnung im 10. Arrondissement in Paris an einer Harnblasen- und Prostata-Erkrankung, bei der neun teilweise große Harnsteine gefunden wurden. Die Lage seines Grabes ist unbekannt. Ein medizinischer Bericht des Arztes Jonas Asplin über die Untersuchung des Toten befindet sich in der Osler Library of the History of Medicine in Montreal in Kanada.

## Werke
(Auswahl. Die Werke sind in verschiedenen Auflagen in der Österreichischen Nationalbibliothek elektronisch verfügbar)
- Dissertatio inauguralis medica exhibens descriptionem praeparatorum anatomicorum et instrumentorum chyrurgicorum facultatis medicae Vindobonensis. Viennae, Schulz, 1772.
- Smith Hugh: Kurzer Innbegriff der heutigen praktischen Arztneykunst sammt einem Anhange von den Wirkungen und Gebrauch des Aderlassens … Übersetzt und mit einigen Anmerkungen und Zusätzen vermehrt von Fr. Schwediauer. Wien, Gräffer, 1776.
- Anfangsgründe des Ackerbaues und Wachsthums der Pflanzen. Nach dem Englischen des Herrn Georg Fordyce von Franz Schwediauer. Wien, Gräffer, 1778.
- Observations pratiques sur les maladies veneriennes traduit de l’anglais de M. Svediaur … par M. Gibelin. Paris, Cuchet, 1785.
- F. Swediauer’s Vollständige Abhandlung über die Zufälle, die Wirkungen, die Natur und die Behandlung der venerischen Krankheiten. Wien, Öhler, 1798–1802.
- F. Swediauer’s Arzeneymittellehre oder kritische Übersicht der einfachen Arzeneymittel und ihrer Zubereitungen. Wien, Philipp Jos. Schalbacher, 1801–02.
- Practical observations on the more obstinate and inveterate venereal complaints. London, J. Johnson and C. Elliot, 1784.
- Praktische Beobachtungen über hartnäckige und eingewurzelte venerische Zufälle. Wien, Rudolph Gräffersche Buchhandlung, 1786.
- Pharmacopoeia medici practici universalis, sistens medicamenta praeparata et composita, cum eorum usu et dosibus. Auctore F. Swediaur (etc.). Parisiis, Ex typis Guilleminet, natu majoris, 1803.
- Novum nosologiae methodicae systema auctore, F. Swediaur. Halae (Halle), Libr. Orphanotrophei, 1812.

Übersetzungen seiner Werke:
- Traité Complet Sur Les Symptômes, Les Effets, La Nature Et Le Traitement Des Maladies Syphilitiques. Par F. Swediaur 1: Des Effets Du Virus Syphilitique Sur Les Organes De La Génération Dans Les Deux Sexes. Paris, Chez L’Auteur [Et] Méquignon l’aîné, An VI (1798).
- Traité Complet Sur Les Symptômes, Les Effets, La Nature Et Le Traitement Des Maladies Syphilitiques. Par F. Swediaur 2: Des Effets Du Virus Syphilitiques Sur Tout Le Système De L’Économie Animale. Paris, Chez L’Auteur [Et] Méquignon l’aîné, An VI (1798).
- Giuseppe Greco: Trattato Completo Sopra I Sintomi, Gli Effetti, La Natura, Ed Il Trattamento Delle Malattie Sifilitiche. Prima Edizioni. Venezia (Venedig), Appresso G. A. Pezzana, ca. 1802.
- Giuseppe Greco: Trattato Completo Sopra I Sintomi, Gli Effetti, La Natura, Ed Il Trattamento Delle Malattie Sifilitiche. Volume I. Degli Effetti Della Virulenza Sifilitica Sopra Gli Organi Della Generazione Ne’ Due Sessi. Venezia, Appresso G. A. Pezzana, 1802.
- Giuseppe Greco: Trattato Completo Sopra I Sintomi, Gli Effetti, La Natura, Ed Il Trattamento Delle Malattie Sifilitiche. Volume II. Degli Effetti Della Virulenza Sifilitica Sopra Tutto Il Sistema Dell’ Economia Animale. Venezia, Appresso G. A. Pezzana, 1802.
- Gustav Kleffel: Von der Lustseuche. Nach der letzten französ. Ausg. übers. Berlin, Himburg, 1799–1803.
- Gustav Kleffel: Über die Erkenntniß, Wirkungen, Natur und Behandlung der syphilitischen Krankheiten. Nach der neuesten französischen Ausgabe übersetzt. Wien, Doll, 1813.
- Martin Baecher: Synopsis nosologica apokenosium juxta Swediauri Ιατρικην disposita. Pragae (Prag), Sommer, 1830.
- Theodor Titlbach: Synopsis nosologica dermatorum, onychosium et trichosium juxta swediauri Iatpikhn disposita. Prag, 1833.
- Osservazioni Pratiche intorno alle malattie veneree T. 1. Venezia, 1794.
- Osservazioni Pratiche intorno alle malattie veneree T. 2. Venezia 1794.
- Osservazioni Pratiche intorno alle malattie veneree, Prima edizione. Venezia.

Nachdruck:
- Vollständige Abhandlung über die syphilitischen Krankheiten. Nachdruck der Ausgabe von 1799, Norderstedt, 2016, Hansebooks GmbH, ISBN 978-3-7434-5244-2. urn